# Де Врис, Линда
Линда де Врис (нидерл. Linda de Vries; род. 4 февраля 1988 года, Смилде ) — нидерландская конькобежка. Чемпионка мира и бронзовая призёр чемпионата мира, двукратная призёр чемпионата Европы, 4-кратная призёр чемпионата Нидерландов в многоборье.

## Биография
Линда де Врис родилась небольшом городке Смилде (ныне Мидден-Дренте) в спортивной семье. Её мама Маргриет Врис бывшая чемпионка Нидерландов в шорт-треке и марафоне, а отец Ян де Врис был великим конькобежцем Нидерландов. С раннего детства она занималась гимнастикой и теннисом, но не смогла достичь абсолютных вершин в теннисе и учитель тенниса посоветовал ей заняться катанием на коньках. Только в 15 лет она встала на коньки и быстро прогрессировала.
С 2004 года стала участвовать в юниорских чемпионатах Нидерландов, и уже через год заняла 3-е место в многоборье. В 2009 году заняла 2-е место в забеге на 1500 м и 3-е на 3000 м на чемпионате страны среди старших юниоров, в том же году стала участвовать на взрослых чемпионатах Нидерландов. В 2011 году на чемпионате мира на отдельных дистанциях в Инцелле заняла 9-е место на дистанции 5000 м. В сезоне 2011/12 Линда попала в команду "Team Liga", под руководством тренера Марианне Тиммер.
В январе 2012 года на чемпионате Европы в Будапеште, куда отобралась впервые, заняла 4-е место в сумме многоборья. На дистанции 1500 метров показала второе время. Через месяц на также дебютном чемпионате мира по классическому многоборью в Москве стала вновь 4-й. По ходу чемпионата, несмотря на то, что каток в Москве равнинный, смогла улучшить личные рекорды на дистанциях 500 и 3000 метров.
В марте 2012 года стала бронзовой призёркой чемпионата мира на отдельных дистанциях в Херенвене на дистанции 1500 метров. В командной гонке стала чемпионкой мира. В апреле 2012 Линда заключила контракт на 2 года с командой "TVM" Герарда Кемкерса. В январе 2013 года она стала серебряным призёром в многоборье на чемпионате Европы в Херенвене.
В феврале 2013 заняла 4-е место в сумме многоборья на чемпионате мира в Хамаре, а следом стала 4-й в забеге на 5000 м и 5-й на 3000 м на чемпионате мира в Сочи. В сезоне 2013/14 заняла 1-е место с партнёршами в общем зачёте Кубка мира в командной гонке.
В сезоне 2014/15 стала бронзовым призёром многоборья на чемпионате Европы в Челябинске и на чемпионате Нидерландов.
На чемпионате мира в Калгари де Врис заняла 5-е место в многоборье. В сезоне 2015/16 она выступала за команду "iSkate" под руководством тренеров Мартина Тен Хоува и Милана Кокена, а до этого год выступала за "New Balance". Она вновь стала 3-й в многоборье на чемпионате страны и 4-й на чемпионате мира в Берлине.
В сезоне 2017/18 де Врис, участница команды "Team Plantina" не смогла отобраться на олимпиаду 2018 года, заняв лучшее 6-е место в забеге на 1500 м, однако смогла подняться на 2-е место в многоборье на чемпионате Нидерландов и заняла 4-е место на чемпионате Европы в Коломне на дистанции 1500 м. Перед финальным этапом Кубка мира в Минске в марте 2018 года во время тренировки она порвала ахиллово сухожилие. В том же месяце де Врис объявила о завершении карьеры. Операцию ей провели в Гронингене и уже после 2-х месяцев ходила и каталась на велосипеде. 

## Личная жизнь
Линда де Врис окончила Академию физического воспитания (ALO) в Амстердаме в степени бакалавра педагогических наук, подготовка учителей физической культуры первой степени. С 2018 года работает в компании "House of Sports" мотивационным спикером в команде аниматоров, также частично занята во Фрисландском колледже в качестве учителя ИТ-директоров в Херенвене. Кроме знаменитых родителей в семье у  Линды есть сестра Аннели - успешная теннисистка и старший брат Гус - футболист.